# دلوگنیا
دلوگنیا (به بلغاری: Dlugnya) یک منطقهٔ مسکونی در بلغارستان است که در شهرستان دریانوو واقع شده‌است.